# Kán (település)

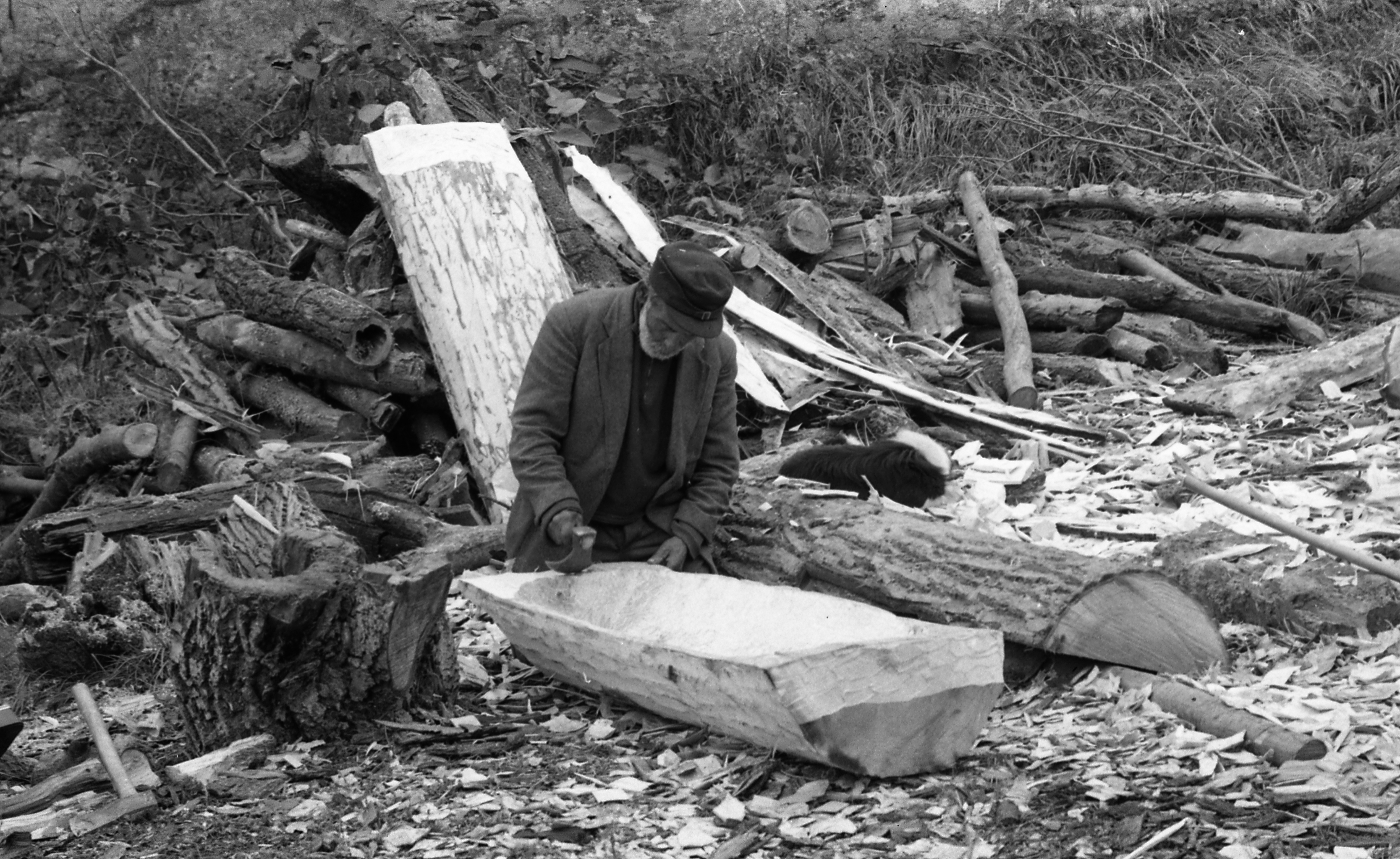
Hetvehely-Kán, teknővájó (1975)

Kán egykori önálló település a Mecsek hegység és a Zselici-dombság találkozásánál, egy festői, észak-déli fekvésű völgyben található. Ma Hetvehely része Káni utca néven.

## Története
Alapítása a 12. század elejére tehető, egy 1126-ban kelt oklevélben már fellelhető a falu – a Kán nemzetségtől eredeztethető – neve. A török időkben elnéptelenedett, a Württenbergből betelepített lakosságnak köszönhetően az 1760-as években újjáéledt. A második világháború után a hagyományos paraszti lét és kultúra felbomlásának folyamata odáig vezetett, hogy 1978-ban mint önálló község megszűnt (Hetvehelyhez csatolták). Néhány év után a falu ismét életre kelt, kedves hangulatával fogadja a látogatókat. A rekonstrukcióknak köszönhetően, érintetlen természeti környezetben a századelő magyar népi építészetének értékes öröksége újult meg.
Tipikus sváb falu haranglábbal, temetővel, jellegzetes szobrokkal. A falu 2001 óta üdülőfaluként működik. Jelenleg nyolc házban foglalkoznak falusi turizmussal. Mintegy 60 fő elhelyezésére nyílik lehetőség. Itt rendezték a Káni Filmfesztivált, melynek apropóját a világhíres Cannes-i Nemzetközi Filmfesztiválnak otthont adó Cannes városával való névrokonság adta. A fesztivált első alkalommal 1998-ban rendezték meg.